# Lista odcinków serialu Szpital nadziei
Poniżej znajduje się lista odcinków serialu telewizyjnego Szpital nadziei – emitowanego przez kanadyjską stację telewizyjną  CTV od 7 czerwca 2012 roku do 3 sierpnia 2017 roku. Powstało pięć serii, które łącznie składają się z 85 odcinków. W Polsce serial jest emitowany od 7 marca 2016 roku przez Stopklatka TV.
| Sezon | Sezon | Odcinki | Oryginalna emisja | Oryginalna emisja | Oryginalna emisja | Oryginalna emisja | Oryginalna emisja |
| Sezon | Sezon | Odcinki | Premiera sezonu   | Finał sezonu      | Premiera sezonu   | Finał sezonu      |                   |
| ----- | ----- | ------- | ----------------- | ----------------- | ----------------- | ----------------- | ----------------- |
|       | 1     | 13      | 7 czerwca 2012    | 13 września 2012  | 7 marca 2016      | 23 marca 2016     |                   |
|       | 2     | 18      | 25 czerwca 2013   | 27 lutego 2014    | 24 kwietnia 2016  | 19 kwietnia 2016  |                   |
|       | 3     | 18      | 22 września 2014  | 18 lutego 2015    | 20 kwietnia 2016  | 17 maja 2016      |                   |
|       | 4     | 18      | 24 września 2015  | 14 lutego 2016    | 18 maja 2016      | 14 czerwca 2016   |                   |
|       | 5     | 18      | 12 marca 2017     | 3 sierpnia 2017   | 13 marca 2018     | 12 kwietnia 2018  |                   |

## Sezon 1 (2012)
| Nr | #  | Tytuł                | Reżyseria        | Scenariusz                      | Premiera CTV     | Premiera Stopklatka TV |
| -- | -- | -------------------- | ---------------- | ------------------------------- | ---------------- | ---------------------- |
| 1  | 1  | Pilot                | David Wellington | Malcolm MacRury, Morwyn Brebner | 7 czerwca 2012   | 7 marca 2016           |
| 2  | 2  | Contact              | David Wellington | Morwyn Brebner                  | 14 czerwca 2012  | 8 marca 2016           |
| 3  | 3  | Blindness            | John Fawcett     | Adam Pettle                     | 21 czerwca 2012  | 9 marca 2016           |
| 4  | 4  | The Fight            | Kelly Makin      | Greg Nelson                     | 28 czerwca 2012  | 10 marca 2016          |
| 5  | 5  | Out of Sight         | John Fawcett     | Aaron Martin                    | 5 lipca 2012     | 11 marca 2016          |
| 6  | 6  | The Great Randall    | Peter Wellington | Sherry White                    | 12 lipca 2012    | 14 marca 2016          |
| 7  | 7  | Consenting Adults    | John Fawcett     | Malcolm MacRury, Waneta Storms  | 19 lipca 2012    | 15 marca 2016          |
| 8  | 8  | Heartsick            | David Wellington | Morwyn Brebner, Adam Pettle     | 26 lipca 2012    | 16 marca 2016          |
| 9  | 9  | Bea, Again           | Peter Wellington | Esta Spalding                   | 16 sierpnia 2012 | 17 marca 2016          |
| 10 | 10 | A New Beginning      | Steve DiMarco    | Aaron Martin                    | 23 sierpnia 2012 | 18 marca 2016          |
| 11 | 11 | The Law of Contagion | TW Peacocke      | Greg Nelson                     | 30 sierpnia 2012 | 21 marca 2016          |
| 12 | 12 | Ride Hard or Go Home | Ken Girotti      | Adam Pettle                     | 6 września 2012  | 22 marca 2016          |
| 13 | 13 | Pink Clouds          | David Wellington | Morwyn Brebner                  | 13 września 2012 | 23 marca 2016          |

## Sezon 2 (2013-2014)
4 sierpnia 2012 roku stacja CTV zamówiła 2 sezon serialu
| Nr | #  | Tytuł                       | Reżyseria        | Scenariusz                             | Premiera CTV     | Premiera Stopklatka TV |
| -- | -- | --------------------------- | ---------------- | -------------------------------------- | ---------------- | ---------------------- |
| 14 | 1  | I Watch Death               | David Wellington | Morwyn Brebner                         | 25 czerwca 2013  | 24 marca 2016          |
| 15 | 2  | Little Piggies              | Kelly Makin      | Adam Pettle                            | 2 lipca 2013     | 25 marca 2016          |
| 16 | 3  | Why Waste Time              | John Fawcett     | Greg Nelson Teleplay by: Waneta Storms | 9 lipca 2013     | 29 marca 2016          |
| 17 | 4  | Defense                     | Kelly Makin      | Malcolm MacRury                        | 16 lipca 2013    | 30 marca 2016          |
| 18 | 5  | The Face of the Giant Panda | Ken Girotti      | John Krizanc                           | 23 lipca 2013    | 31 marca 2016          |
| 19 | 6  | All Things Must Pass        | Jeff Woolnough   | John Callaghan                         | 30 lipca 2013    | 1 kwietnia 2016        |
| 20 | 7  | Bed One                     | Peter Wellington | Noelle Carbone                         | 6 sierpnia 2013  | 4 kwietnia 2016        |
| 21 | 8  | Defriender                  | Jason Priestley  | Morwyn Brebner, Maggie Gilmour         | 13 sierpnia 2013 | 5 kwietnia 2016        |
| 22 | 9  | Vamonos                     | Jeff Woolnough   | Adam Pettle, Amanda Fahey              | 20 sierpnia 2013 | 6 kwietnia 2016        |
| 23 | 10 | Wishbones                   | David Wellington | Sherry White                           | 2 stycznia 2014  | 7 kwietnia 2016        |
| 24 | 11 | En Bloc                     | Gregory Smith    | Morwyn Brebner, Adam Pettle            | 9 stycznia 2014  | 8 kwietnia 2016        |
| 25 | 12 | Nottingham 7                | David Wellington | John Krizanc                           | 16 stycznia 2014 | 11 kwietnia 2016       |
| 26 | 13 | Wide Awake                  | Yon Motskin      | Waneta Storms                          | 23 stycznia 2014 | 12 kwietnia 2016       |
| 27 | 14 | 43 Minutes                  | David Wellington | Aubrey Nealon                          | 23 stycznia 2014 | 13 kwietnia 2016       |
| 28 | 15 | Don't Poke the Bear         | Peter Wellington | John Krizanc, Sherry White             | 6 lutego 2014    | 14 kwietnia 2016       |
| 29 | 16 | Breathless                  | Noelle Carbone   | Peter Stebbings                        | 13 lutego 2014   | 15 kwietnia 2016       |
| 30 | 17 | Twinned Lambs               | Adam Pettle      | David Warnsby                          | 20 lutego 2014   | 18 kwietnia 2016       |
| 31 | 18 | Broken Hearts               | David Wellington | Morwyn Brebner                         | 27 lutego 2014   | 19 kwietnia 2016       |

## Sezon 3 (2014-2015)
7 listopada 2013 roku stacja CTV przedłużyła Saving Hope o 3 sezon serialu
| Nr | #  | Tytuł                      | Reżyseria        | Scenariusz                                | Premiera CTV         | Premiera Stopklatka TV |
| -- | -- | -------------------------- | ---------------- | ----------------------------------------- | -------------------- | ---------------------- |
| 32 | 1  | Heaven Can Wait (Part 1)   | David Wellington | Morwyn Brebner                            | 22 września 2014     | 20 kwietnia 2016       |
| 33 | 2  | Kiss Me Goodbye (Part 2)   | Kelly Makin      | Adam Pettle                               | 25 września 2014     | 21 kwietnia 2016       |
| 34 | 3  | Awakenings                 | John Fawcett     | Patrick Tarr                              | 2 października 2014  | 22 kwietnia 2016       |
| 35 | 4  | Stand By Me                | Michael Shanks   | Waneta Storms                             | 9 października 2014  | 25 kwietnia 2016       |
| 36 | 5  | Breaking Away              | Peter Wellington | Malcolm MacRury                           | 16 października 2014 | 26 kwietnia 2016       |
| 37 | 6  | Joel 2:31                  | T.W. Peacocke    | Amanda Fahey                              | 23 października 2014 | 27 kwietnia 2016       |
| 38 | 7  | The Way We Were            | Steve DiMarco    | John Krizanc                              | 26 listopada 2014    | 28 kwietnia 2016       |
| 39 | 8  | The Heartbreak Kid         | David Warnsby    | Fiona Highet                              | 3 grudnia 2014       | 29 kwietnia 2016       |
| 40 | 9  | The Other Side of Midnight | Peter Wellington | Jennifer Kassabian, Tammy Marlowe Johnson | 10 grudnia 2014      | 4 maja 2016            |
| 41 | 10 | Days of Heaven             | Peter Stebbings  | Malcolm MacRury                           | 17 grudnia 2014      | 5 maja 2016            |
| 42 | 11 | The Parent Trap            | T.W. Peacocke    | John Krizanc, Amanda Fahey                | 3 stycznia 2015      | 6 maja 2016            |
| 43 | 12 | Hearts of Glass            | Jason Priestley  | Patrick Tarr                              | 7 stycznia 2015      | 9 maja 2016            |
| 44 | 13 | Narrow Margin              | Jeff Woolnough   | Morwyn Brebner, Adam Pettle               | 14 stycznia 2015     | 10 maja 2016           |
| 45 | 14 | Trading Places             | Gregory Smith    | Waneta Storms                             | 21 stycznia 2015     | 11 maja 2016           |
| 46 | 15 | Remains of the Day         | Eleanore Lindo   | John Krizanc                              | 28 stycznia 2015     | 12 maja 2016           |
| 47 | 16 | A Simple Plan              | James Genn       | Fiona Highet, Patrick Tarr                | 4 lutego 2015        | 13 maja 2016           |
| 48 | 17 | Fearless                   | Gregory Smith    | Adam Pettle                               | 11 lutego 2015       | 16 maja 2016           |
| 49 | 18 | All The Pretty Horses      | David Wellington | Morwyn Brebner                            | 18 lutego 2015       | 17 maja 2016           |

## Sezon 4 (2015-2016)
10 listopada 2014 roku stacja CTV zamówiła 4 sezon serialu
| Nr | #  | Tytuł                              | Reżyseria                    | Scenariusz                      | Premiera CTV         | Premiera Stopklatka TV |
| -- | -- | ---------------------------------- | ---------------------------- | ------------------------------- | -------------------- | ---------------------- |
| 50 | 1  | Sympathy for the Devil             | Adam Pettle                  | James Genn                      | 24 września 2015     | 18 maja 2016           |
| 51 | 2  | Beasts of Burden                   | John Fawcett                 | Patrick Tarr                    | 1 października 2015  | 19 maja 2016           |
| 52 | 3  | Start Me Up                        | Steve DiMarco                | Noelle Carbone                  | 8 października 2015  | 20 maja 2016           |
| 53 | 4  | Miss You                           | Peter Stebbings              | Ley Lukins                      | 15 października 2015 | 23 maja 2016           |
| 54 | 5  | Heart of Stone                     | David Wellington             | Waneta Storms                   | 22 października 2015 | 24 maja 2016           |
| 55 | 6  | Rock and a Hard Place              | Jason Priestley              | Fiona Highet                    | 29 października 2015 | 25 maja 2016           |
| 56 | 7  | Can't You Hear Me Knocking?        | T.W. Peacocke                | Tammy Marlowe Johnson           | 5 listopada 2015     | 30 maja 2016           |
| 57 | 8  | Waiting on a Friend                | James Genn                   | Adam Pettle, Graeme Stewart     | 12 listopada 2015    | 31 maja 2016           |
| 58 | 9  | Shattered                          | Charles Officer              | Malcolm MacRury                 | 26 listopada 2015    | 1 czerwca 2016         |
| 59 | 10 | Emotional Rescue                   | Gregory Smith                | Malcolm MacRury                 | 3 grudnia 2015       | 2 czerwca 2016         |
| 60 | 11 | Shine a Light                      | Peter Wellington             | Patrick Tarr, Fiona Highet      | 10 grudnia 2015      | 3 czerwca 2016         |
| 61 | 12 | All Down the Line                  | Peter Wellington             | Fiona Highet, Patrick Tarr      | 7 stycznia 2016      | 6 czerwca 2016         |
| 62 | 13 | Goodbye Girl                       | Peter Stebbings              | Noelle Carbone, Katrina Saville | 14 stycznia 2016     | 7 czerwca 2016         |
| 63 | 14 | You Can't Always Get What You Want | Michael Shanks               | Ley Lukins                      | 21 stycznia 2016     | 8 czerwca 2016         |
| 64 | 15 | Not Fade Away                      | Gregory Smith                | Waneta Storms                   | 28 stycznia 2016     | 9 czerwca 2016         |
| 65 | 16 | Torn and Frayed                    | Steve DiMarco, Erica Durance | Patrick Tarr                    | 4 lutego 2016        | 10 czerwca 2016        |
| 66 | 17 | Anybody Seen My Baby               | David Wharnsby               | Noelle Carbone                  | 14 lutego 2016       | 13 czerwca 2016        |
| 67 | 18 | Let Me Go                          | James Genn                   | Adam Pettle                     | 14 lutego 2016       | 14 czerwca 2016        |

## Sezon 5 (2017)
16 grudnia 2015 roku stacja CTV zamówiła 5 sezon serialu
| Nr | #  | Tytuł                                | Reżyseria        | Scenariusz                      | Premiera CTV     | Premiera Stopklatka TV |
| -- | -- | ------------------------------------ | ---------------- | ------------------------------- | ---------------- | ---------------------- |
| 68 | 1  | Doctor Dustiny                       | David Wellington | Adam Pettle                     | 12 marca 2017    | 13 marca 2018          |
| 69 | 2  | Midlife Crisis                       | Kelly Makin      | Noelle Carbone                  | 19 marca 2017    | 14 marca 2018          |
| 70 | 3  | Birthday Blues                       | Gregory Smith    | Patrick Tarr                    | 22 marca 2017    | 15 marca 2018          |
| 71 | 4  | A Stranger Comes to Town             | James Genn       | Ley Lukins                      | 2 kwietnia 2017  | 19 marca 2018          |
| 72 | 5  | Tested and Tried                     | Gregory Smith    | Malcolm MacRury                 | 9 kwietnia 2017  | 20 marca 2018          |
| 73 | 6  | Doctor Robot                         | James Genn       | Adriana Maggs                   | 16 kwietnia 2017 | 21 marca 2018          |
| 74 | 7  | Gutted                               | Gregory Smith    | Graeme Stewart                  | 23 kwietnia 2017 | 22 marca 2018          |
| 75 | 8  | Knowing Me, Knowing You              | Steve DiMarco    | Fiona Highet                    | 30 kwietnia 2017 | 26 marca 2018          |
| 76 | 9  | All Our Yesterdays                   | Steve DiMarco    | Thomas Pepper, Patrick Tarr     | 7 maja 2017      | 27 marca 2018          |
| 77 | 10 | Change of Heart                      | David Wharnsby   | Noelle Carbone, Katrina Saville | 8 czerwca 2017   | 28 marca 2018          |
| 78 | 11 | Nightmares and Dreamscapes           | Steve DiMarco    | Ley Lukins                      | 15 czerwca 2017  | 29 marca 2018          |
| 79 | 12 | Leap of Faith                        | Jason Priestley  | Adam Pettle, Hayden Simpson     | 22 czerwca 2017  | 3 kwietnia 2018        |
| 80 | 13 | Problem Child                        | Teresa Hannigan  | Aaron Bala, Patrick Tarr        | 29 czerwca 2017  | 4 kwietnia 2018        |
| 81 | 14 | We Need to Talk About Charlie Harris | Michael Shanks   | Adam Pettle, Graeme Stewart     | 6 lipca 2017     | 5 kwietnia 2018        |
| 82 | 15 | Fix You                              | Allison Reid     | Katrina Saville                 | 13 lipca 2017    | 9 kwietnia 2018        |
| 83 | 16 | La famiglia                          | Peter Wellington | Noelle Carbone                  | 20 lipca 2017    | 10 kwietnia 2018       |
| 84 | 17 | First and Last                       | Jordan Canning   | Patrick Tarr                    | 27 lipca 2017    | 11 kwietnia 2018       |
| 85 | 18 | Hope Never Dies                      | James Genn       | Adam Pettle                     | 3 sierpnia 2017  | 12 kwietnia 2018       |